# Sainte-Opportune-la-Mare
Sainte-Opportune-la-Mare là một xã của tỉnh Eure, thuộc vùng Normandie, miền bắc nước Pháp.